# Diadegma trichopterorum
Diadegma trichopterorum là một loài tò vò trong họ Ichneumonidae.